# Герб Уніжа
Герб Уніжа — офіційний символ села Уніж, Коломийського району Івано-Франківської області, затверджений 8 липня 2005 р. рішенням Луківської сільської ради.
Автор — А. Гречило.

## Опис герба
У золотому полі синій перев'яз ліворуч, обабіч нього — по зеленій гілці дуба з трьома листочками та двома жолудями. Щит обрамований декоративним картушем i увінчаний золотою сільською короною.

## Значення символів
Синя смуга підкреслює розташування села над Дністром, а дубові гілки вказують на навколишні ліси та багаторічний дуб.